# Товариство виховательок та вчительок (Москва)

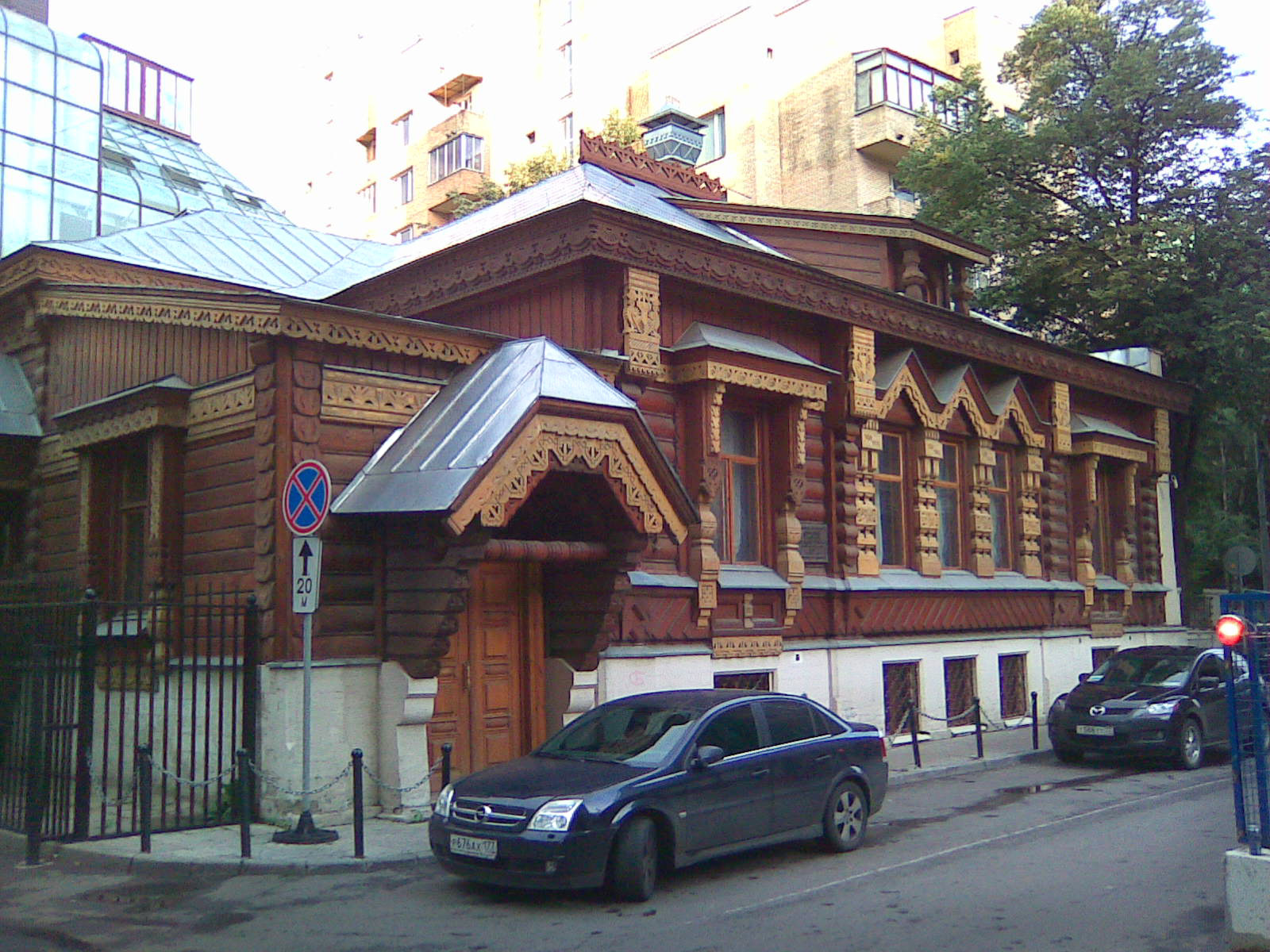

Товариство виховательок та вчительок (рос. Общество воспитательниц и учительниц) — Московське товариство виховательок та вчительок, що було організоване для допомоги жінкам — практичним працівникам в оволодінні методами навчання та виховання, а також для забезпечення вчительок роботою.
Засноване 29 листопада 1870 року .

## Історія створення та діяльності

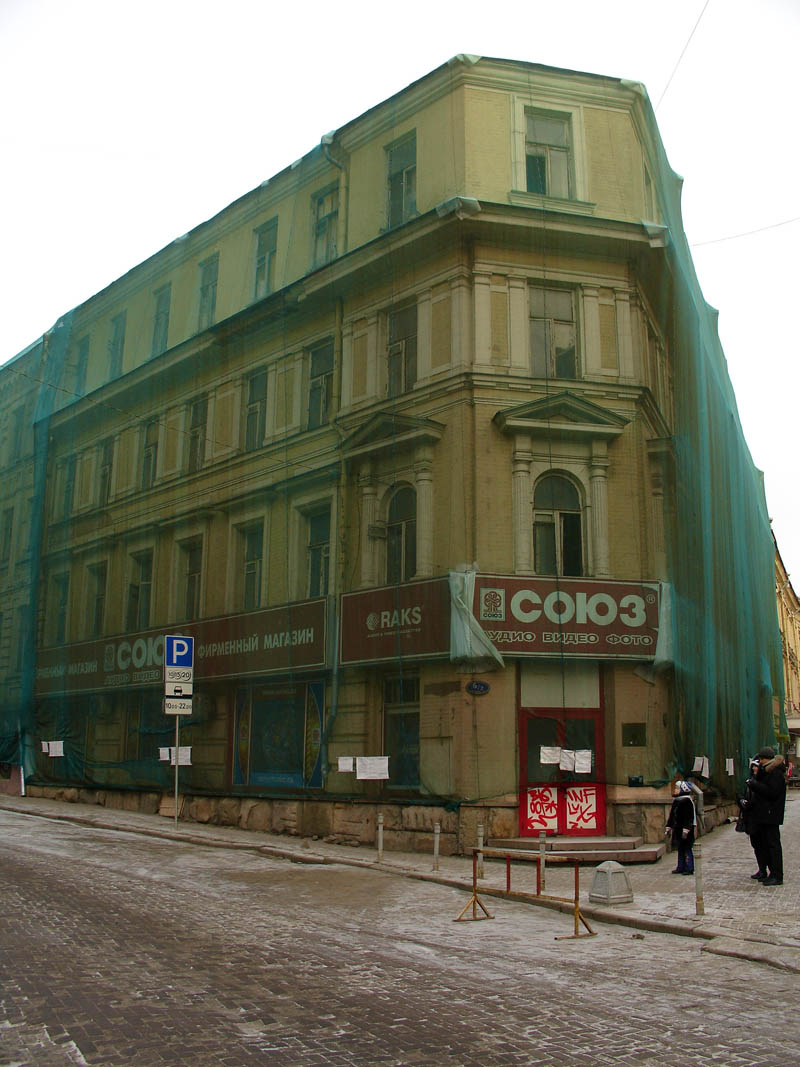

На курсах при Товаристві від 1893 року було зорганізовано читання лекцій,— т. зв. «колективні уроки» — курси з предметів університетської освіти для жінок,— де викладали Дмитро Петрушевський (учень київського професора Івана Лучицького), Степан Фортунатов, Йосип Герасимов, Іван Сеченов, Михайло Мензбір, Михайло Коновалов, Роберт Віппер, Олександр Кізеветтер . 

## Відомі випускники педагогічних курсів
- Анастасія Біценко — революційна діячка Російської імперії, політичний діяч Радянської Росії та СРСР. Член делегації Радянської Росії від ПЛСР на Брестських мирних переговорах (1917—1918).